# جاك أ. ولف
جاك أ. ولف (بالإنجليزية: Jack A. Wolfe)‏ هو إحاثي أمريكي، ولد في 1936، وتوفي في 12 أغسطس 2005.